# تسنی
تسنی (به تیگرینیا: ተሰነይ) شهری در کشور اریتره است که ۴٬۸۱۵ نفر جمعیت دارد.